# Chikotta(B), Basavakalyan
Chikotta(B) là một làng thuộc tehsil Basavakalyan, huyện Bidar, bang Karnataka, Ấn Độ.